# Za vlast (ruskojazyčné noviny)
Za vlast (rusky За родину) byly jedny z hlavních ruskojazyčných novin vydávaných Němci na okupovaných územích SSSR za druhé světové války. Vycházely od 11. září 1942 (Pskov) do léta 1944 (Tallinn) a jejich redakce sídlila nejvíce času v Rize. Od léta 1944 byly noviny vydávány ve městě Ventspils pro ruské dobrovolníky a uprchlíky v Kuronském kotli až do 7. května 1945.

## O novinách
Název novin Za vlast byl používán také sovětskými tiskovinami, ale také existovaly ruskojazyčné noviny vydávané německou správou se stejným názvem, které vycházely od srpna 1941 do začátku roku 1944.
Noviny Za vlast spadaly pod pravomoc Hlavní správy propagandy (tiskové oddělení) severního úseku fronty. Noviny byly pod drobnohledem německých civilistů s dočasným vojenským statusem, tzv. sonderführerů. Propaganda, kterou otiskovaly i tyto noviny, byla centrálně řízena buď OKW, nebo Říšským ministerstvem propagandy. Prodejní cena byla stanovena na 5 feniků z říšské marky nebo 50 kopějek. I přes nízkou cenu byl deník ziskový.
Jejich oficiální podtitul od konce ledna 1945 zněl: „Orgán zplnomocněného zástupce velitele ozbrojených sil KONR na Kuronské frontě". Poslední číslo bylo vydáno 7. května 1945 jako № 56/779.

## Obsah zpráv a zaměření propagandy
Zpočátku noviny vydávali Němci, kteří předstírali, že jsou Rusové. Po angažování skutečných sovětských občanů se náklad rychle zvedl a noviny byly více čtené. Články z těchto novin byly přebírány dalšími ruskojazyčnými tiskovinami vydávanými pod německým dohledem. Obsah novin nijak nevybočoval z obvyklostí periodik vydávaných Němci na okupovaných územích jako byly noviny Řeč. Na titulních stranách bývaly otiskovány kvalitní fotografie a titulky byly tištěny ve formě sloganů velkým písmem často červeně. První stránky byly věnovány vítězným zprávám o úspěších německých vojsk, fotografiím Führera, německých ministrů a generálů. Poslední stránky obsahovaly fotografie poměrně velkého formátu zničené sovětské techniky, sovětských válečných zajatců nebo popravených partyzánů. Noviny se zaměřovaly na témata:
- vojenské operace na frontách druhé světové války,
- stav sovětského režimu a jeho armády,
- německé hospodářské úspěchy spojené s "výdobytky" německé okupace ("osvobození"),
- kultura, vzdělávání a výchova mládeže,
- historická témata, spolupráce Rusů s Němci,
- protižidovská propaganda.

Hlavním zaměřením novin byla propagandistická linka spojená s bojem na „frontách osvobozenecké války", která byla chápána jako německý boj s bolševismem. Kontext takto pojaté propagandy představují články z prosince 1942, v době probíhající bitvy o Stalingrad, s titulky „Německé pozice na východní frontě jsou jako vždy nezničitelné“, „Zrada je podstatou americké politiky“ a „Útoky německých ponorek na anglo-americké transportní lodě“. Součástí novinových zpráv byly také informace o neúspěších sovětských spojenců USA a Velké Británie. Články ze 14. listopadu 1942 měly titulky jako „Japonsko – silný nepřítel na východě“, „Německé tankové divize u Středozemního moře“ a „Anglo-americká katastrofa“. V článku věnovaném Japonsku se uvádí, že „Japonci neusilují o moc nad menšími národy, aby z nich měli prospěch, ... chtějí ve východní Asii nastolit řád zákona a spravedlnosti, ... Japonci věří v novou šťastnou budoucnost, kterou všechny národy potřebují“. V článku „Politický egoismus Angličanů“ se zdůrazňuje, že „Anglie je s klidným srdcem připravena obětovat blahobyt Sovětského svazu a spojenecké zájmy pro své vlastní účely“.
Noviny zveřejňovaly převážně články s protisovětským zaměřením zejména o povinnosti Rusů bojovat proti bolševismu, či oslavné články o vojenské statečnosti ruských dobrovolníků v německých službách. Na titulní straně čísla ze 17. listopadu 1942 je velká fotografie německého vojáka, který je vyznamenán Rytířským křížem za mimořádnou statečnost v bitvě o Stalingrad. Ve spodní části této fotografie je následující popisek: „Německá vojska drží Stalingrad pevně ve svých rukou“. Současně také byly zveličovány sovětské ztráty na lidech i technice. Propaganda byla vedena tak, aby vyvolávala dojem, že komunistický režim v SSSR je na pokraji úplného zničení. Stalin ve snaze udržet si moc je, podle jejich ujištění, připraven provést cokoli a osudy obyčejných lidí ho nezajímají na rozdíl od německé správy. Typicky takto zaměřený článek byl zveřejněn s titulkem „Sovětské ženy – Stalinovy pracovní otrokyně“, který vypráví o tom, jak miliony ruských žen strádají pod jhem nucených prací poblíž Moskvy. Další ukázkou takové propagadny je níže uvedený citát z článku o tom, jak na Stalinův rozkaz byly zničeny všechny nejlepší budovy v centru Porchova, obchody vyrabovány a domy vypalovány:
| „                          | Редко где можно в освобожденной России сейчас найти город без следов большевистского варварства. Почти во всех городах лучшие здания большевики, уходя, взорвали или сожгли. Война, а больше всего большевики уничтожили так много народных ценностей, что для восстановления их потребуются невероятные физические и материальные затраты. | V osvobozeném Rusku je dnes vzácné najít město bez stop bolševického barbarství. Téměř ve všech městech bolševici při odchodu vyhodili do povětří nebo spálili nejlepší budovy. Válka, ale především bolševici, zničili tolik národních hodnot, že jejich obnova si vyžádá neuvěřitelné fyzické a materiální náklady. | “ |
| — Číslo 26 z 9. října 1942 | | |   |

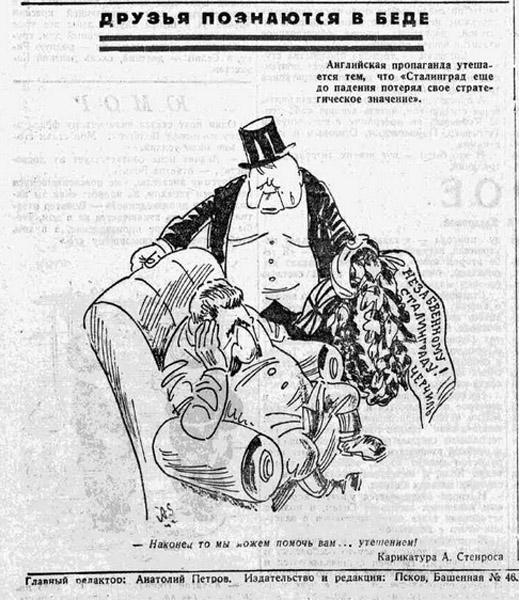
Karikatura Anatolije Stenrose (Makridiho) k bojím ve Stalingradu, 1942.

V národnostních otázkách zprávy zdůrazňovaly rozdílnost zájmů národů Sovětského svazu. V článcích bylo prohlašováno, že Německo je připraveno poskytnout všem národům právo na jejich vlastní suverénní cestu rozvoje na rozdíl od sovětské politiky, která jim právo na sebeurčení a svébytnost odpírala. To se však netýklalo Židů, kteří v propagandě přestavovali věčné zlo. Nacističtí propagandisté chtěli vytvořit rozkol v sovětské společnosti, a to především mezi nižšími vrstvami a politickou elitou, kde lidé židovské národnosti zaujímali poměrně důležité pozice. Články s protižidovským zaměřením se soustředily na zdůraznění nutnosti zničení židobolševismu, aniž by popsaly, jak takové metody ve skutečnosti vypadají. Viz typická ukázka:
| „                                                          | Мы знаем, что кровожадный большевизм и его иудоплутократические союзники угрожают порабощением всему миру, и задача окончательного уничтожения жидовско-большевистской власти является первоочередной задачей нашего времени | Víme, že krvežíznivý bolševismus a jeho židovsko-plutokratičtí spojenci hrozí zotročením celého světa a úkol konečného zničení židobolševické moci je prvořadým úkolem naší doby. | “ |
| — Boris Meňšagin, starosta Smolenska v letech 1941 – 1943. | | |   |

Noviny také zveřejňovaly inzeráty na nábor do dobře placených kárných jednotek (např. Schutzmannschaft) a zdůrazňovaly potřebu boje proti sovětským partyzánů v propagandě nazývaných bandité a jejich uskupení bandy. Například v článku „Německo děkuje za boj proti bandám“ se uvádí, že „kudykoli partyzáni prošli, zanechávali po sobě krvavou stopu, nouzi a pohromu... čestný, pravý ruský člověk s hrůzou hledí na metody teroru partyzánů", aniž byly poskytovány zprávy o skutečném průběhu takových operací probíhajících v blízkém okolí. Noviny také psaly články a oznámení o vzpomínkových bohoslužbách za duchovní zabitých sovětskými partyzány. Propagandistické články se také snažily reagovat na negativa okupačního režimu, když zkreslovaly údaje o deportacích z okupovaných území na práce do Německa.
O ruském osvobozeneckém hnutí noviny nepsaly až do dubna roku 1943, kdy jejich redakci v Rize navštívil generál A. A. Vlasov v doprovodu několika desítek vysokých německých důstojníků. O jeho propagandistické cestě na východní frontě byly sdělovány podrobné informace. Postupně se noviny staly propagandistickým nástrojem protistalinského hnutí později reprezentované Výborem pro osvobození národů Ruska.  
Hospodářské zprávy zdůrazňovaly přibližující se zářnou budoucnost po německém vítězství. Sovětské obyvatelstvo na okupovaných územích bylo přesvědčováno, že díky německému osovobození se jim dostane výdobytků moderní techniky na rozdíl od primitivních bolševických dob. Byla zdůrazňována dostupnost jídla za nízké ceny.
Kulturní zprávy informovaly o sovětských občanech v německých službách jako byl Michail Andrejevič Dudko (rusky Михаи́л Андре́евич Дудко́) nebo o divadlech, které byly znovu otevřeny pod německou správou. V článku „Ruští skladatelé v zahraničí“ novináři chtěli upozornit sovětský lid na skutečnost, že bolševický režim je připravil o tak významnou a krásnou část kulturního dědictví, kdy tito představitelé kultury byli nuceni uprchnout před bolševickým terorem do zahraničí.
Součástí novinových zpráv byla rubrika s názvem Dětská pošta, ve kterých novináři pod pseudonymem teta Máňa zveřejňovaly pohádky. Byly pořádány soutěže pro děti v kreslení a hádankách. Vítězové těchto soutěží dostávali zasloužené dárky poštou. Pochopitelně o realitě kárných operací a zabíjení dětí nebylo v novinách ani slovo. Specialitou novin byly besedy s Domnou Jevstignějevnou (rusky Беседы с Домной Евстигнеевной), což byla bohabojná ruská stařenka (bábuška) hovorovým jazykem pronášela protižidovské a protisovětské výzvy.  

## Redakce
Část redaktorů psala své články pod pseudonymy, ale další část pod svými pravými jmény. Pseudonymy byly používány také k vyvolání dojmu, že se jedná o noviny s velkým redakčním týmem. Redakci tvořilo 40 vybraných sovětských válečných zajatců mezi nimi učitelé, profesoři, umělci, novináři a důstojníci. Mezi nimi byli i 2 důstojníci z 2. úderné armády, které Vlasov velel. K zaměstnancům novin se německé velení chovalo přezíravě a docházelo k incidentům. Kreslíř Boris Savalov byl německým vojákem zbit za pozdní na nástup, protože se zdržel prací. Redaktoři tak nevěřili v reálnost německo-ruského přátelství. Atmosféru práce v redakci charakterizují vzpomínky jedné z autorek:
| „                                               | Газета «За Родину». Пережила два этапа развития. Первый, когда в ней владычествовал Игорь Свободин. Псевдоним немца, ни слова не знавшего по-русски. Газеты была просто нацистским листком и наполнялась бредом Свободина.Она совершенно не читалась и даже немцам, наконец, стало ясно, что вести газету по-прежнему нельзя. Сотрудники люди разные. Основное разделение — люди с убеждениями и циники. Фашистов презирают и те и другие… большинство сотрудников люди независимые… Но не всё можно писать, что хочется. Нельзя, например, ничего писать о власовской армии… Нельзя писать о национальной России. Но можно не писать того, чего писать не хочешь. | Noviny „Za Vlast“. Prošly dvěma fázemi vývoje. První, kdy v nich vládl Igor Svobodin. Pseudonym Němce, který neuměl rusky ani slovo. Noviny byly prostě jen nacistickým plátkem a plnily se Svobodinovými bláboly. Nikdo je nečetl, a nakonec i Němcům došlo, že takhle dál pokračovat nejde. Redaktoři jsou různí. Hlavní rozdělení je na lidi s přesvědčením a cyniky. Fašisty pohrdají obě skupiny… Většina redaktorů jsou lidé s vlastním názorem… Ale nemůžeme psát všechno, co bychom chtěli. Nesmí se například psát o vlasovcích… Nesmí se psát o národním Rusku. Ale můžeme nepsat to, co psát nechceme. | “ |
| — Lidija Tomofjejevna Osipová, redaktorka novin | | |   |

Do 18. října 1943 redakci vedl vojenský pozorovatel novin Andrej Klimov, jehož články o vítězstvích Německa a porážkách SSSR byly umisťovány na titulní straně novin. Později ji vedl F. T. Lebeděv a po něm Anatolij Stenros (Makridi).
Autoři, redaktoři a spolupracovníci:
- Anatolij Petrof (F. T. Lebeděv) bývalý redaktor sovětských novin Pskovský kolchozník.
- Anatolij Stenros (Makridi) kreslíř a karikaturista. Přešel na německou stranu během bitvy o Moskvu. Autor knihy Na západě vzešel úsvit. Byl evakuován do Německa a zemřel v emigraci v Austrálii.
- manželský pár Nikolaj Ivanovič Osipov a Lidija Tomofjejevna Osipová autoři článků. Po válce žili v Západním Německu.
- Věra Alexandrovna Pirožkova stálá členka redakce. Ve svých novinových článcích oslavovala Německo, německý způsob života za nacistů a nacismus. V roce 1944 uprchla do Německa a žila v Mnichově, kde se angažovala v protisovětské propagandě. V roce 1992 se vrátila do Ruska a přednášela na Petrohradská státní univerzitě. Je autorkou knihy „Ztracená generace“ (1998) se vzpomínkami na své dětství a mládí. Zemřela v roce 2013.
- Boris Andrejevič Filippov psával články o sovětských represích. Byl vězněn v táborech, po propuštění přeběhl k Němcům. Pracoval také pro pomocnou policii. Byl obviněn, že osobně zavraždil 150 lidí, ale nucené repatriaci do SSSR se mu podařilo vyhnout. Zemřel v USA.
- Pjotr Nikolajevič Krasnov byl spolupracovníkem novin a autorem vojenských článků.